# نورت امهرست (ماساچوست)
نورت امهرست (به انگلیسی: North Amherst) یک منطقهٔ مسکونی در ایالات متحده آمریکا است که در شهرستان همپشر، ماساچوست واقع شده‌است. نورت امهرست ۵٫۵ کیلومتر مربع مساحت و ۶٬۸۱۹ نفر جمعیت دارد و ۵۷ متر بالاتر از سطح دریا واقع شده‌است.